# Staatsbankrott in Belize 2012
Der Staatsbankrott in Belize 2012 trat am 20. August 2012 mit der Nichtbegleichung der fälligen Zinszahlungen einer Anleihe ein.
Belize war seit vielen Jahren hoch verschuldet. Die Staatsverschuldung bestand überwiegend aus Fremdwährungsschulden. Letztmals stellte Belize die Zinszahlungen auf seine Staatsschuld 2003 ein, nachdem ein Hurrikan das Land verwüstet hatte. Mitte 2011 betrug der Anteil der Staatsschulden am Bruttosozialprodukt 85 Prozent. 15 Prozent des Staatshaushaltes wurden zur Schuldentilgung verwendet. Standard & Poor’s vergab mit der Bonitätsnote B („Finanzielle Situation ist notorisch wechselhaft“) ebenso wie Moody’s mit B3 („Hochspekulative Anlage. Bei Verschlechterung der Lage sind Ausfälle wahrscheinlich.“) eine Einstufung im Bereich „spekulativ“. Die kreditfinanzierte Verstaatlichung des Energieversorger Belize Electricity Ltd Sommer 2011 belastete den Verschuldungsgrad des Landes zusätzlich und führte zu einem negativen Ausblick der Ratingagenturen.
Am 20. August 2012 war die halbjährige Zinsrate in Höhe von 23 Millionen Dollar einer US-Dollar-Anleihe über 547 Millionen Dollar und einer Laufzeit bis 2029 fällig. Die Zinsen wurden jedoch nicht gezahlt, worauf die Ratingagenturen den Ausfall, also den Staatsbankrott feststellten und das Rating für lang- und kurzfristige Fremdwährungsschulden auf D änderten. Premierminister Dean Barrow erklärte, er könne keine Hoffnung auf eine Nachzahlung der Zinsen in der vertraglich vereinbarten einmonatigen Toleranzphase machen. Die Regierung sah nach eigenen Angaben wenig Spielraum für die anstehenden Verhandlungen mit den Gläubigern. Angestrebt wurde von der Regierung eine Kürzung des Zinskupons von derzeit 8,5 % und eine Verlängerung der Laufzeit bis 2062. Mit diesen Konditionen würde die Umschuldung zu erheblichen Verlusten der Investoren führen. S&P erwartete Verluste der Gläubiger in Höhe von 50 bis 70 %, Arturo Porzecanski, Finanzwissenschaftler der Universität Washington rechnete sogar mit 80 % Verlust.
Eine Anfrage von Belize um Unterstützung durch den Internationalen Währungsfonds erfolgte nicht.